# Drosera felix
Drosera felix este o specie de plante carnivore din genul Drosera, familia Droseraceae, ordinul Caryophyllales, descrisă de Julian Alfred Steyermark și L.B.Smith.
Este endemică în Venezuela. Conform Catalogue of Life specia Drosera felix nu are subspecii cunoscute.